# Péter Pál Pálfy
Péter Pál Pálfy est un mathématicien hongrois, né à Debrecen le 23 août 1955, et travaillant en algèbre, plus particulièrement en théorie des groupes et en algèbre universelle. Il est directeur de l'Institut de recherches mathématiques Alfréd-Rényi de  l'Académie hongroise des sciences depuis 2006.

## Carrière
Pálfy est diplômé de l'université Loránd Eötvös de Budapest en 1978 et commence à travailler à l'Institut de recherches mathématiques Alfréd-Rényi de l'Académie hongroise des sciences.Il obtient un Ph.D. « candidate » sous la direction de László Babai et Ervin Fried (titre de la thèse : « Group Theory Methods in Combinatorics and Universal Algebra »). En 1995, il soutient son habilitation à l'université, et en 1997 il obtient le diplôme de Docteur en Sciences de l'Académie hongroise des sciences.   
Pálfy est directeur adjoint de l'Institut de 1991 à 1997. De 2000 à 2005, il est professeur à temps plein à l'université Eötvös. En 2006, il retourne à l'Institut de mathématiques Alfréd-Rényi en tant que directeur et occupe ce poste depuis lors ;  il continue à être professeur, à temps partiel, à l'université Eötvös. Il a été élu membre correspondant de l'Académie hongroise des sciences en 2004 et membre à part entière en 2010.
Il a été professeur invité ou chercheur invité à plusieurs reprises : université Vanderbilt (1983), université d'Hawaï (1986), université de technologie de Darmstadt (bourse Humboldt, 1987-1988), université Johannes-Gutenberg de Mayence (bourse DFG, 1989), Technische Hochschule Darmstadt (1991-1992), université technique de Dresde  (bourse Humboldt, 2003).

## Prix et distinctions
Pálfy a reçu le prix Paul-Erdős en 1994, la médaille Tibor-Szele en 1999 et le prix Alfréd-Rényi en 2000. Parmi ses élèves, il y a Miklós Abért, 
Csaba Szabó, Balázs Szegedy, Gábor Tardos.